# 空中爆炸

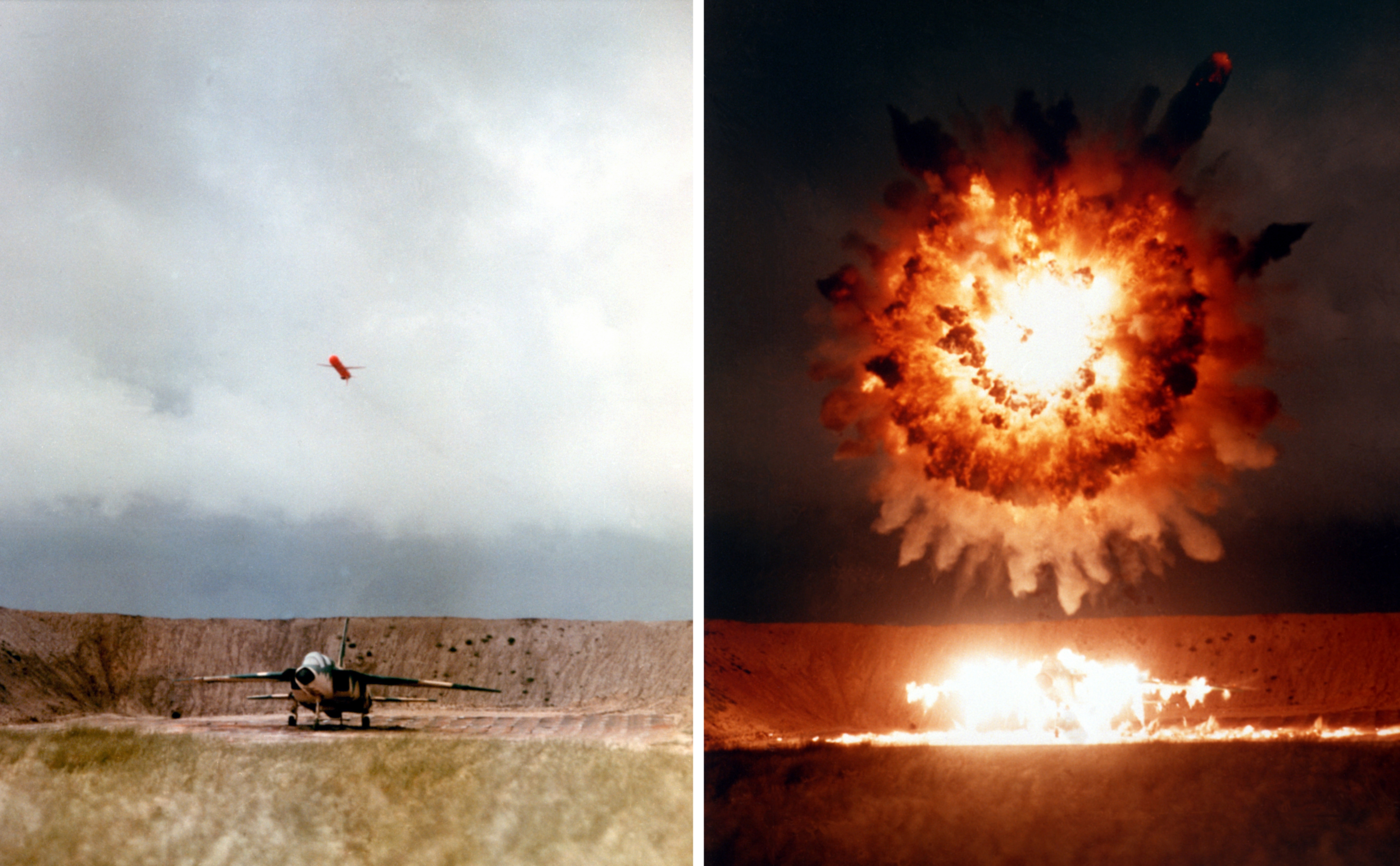
1986年在測試目標F-105上引爆的UGM-109潛射式戰斧巡弋飛彈，成功將戰鬥機引燃

空中爆炸（airburst），简称空爆，是的炸彈或核武器等爆炸装置在空中爆炸，而不是接觸地面或目標后才爆炸，或是會延遲爆炸的穿甲彈。在軍事用途上，來自空中的爆炸比地面爆炸更具有優勢，能量（包括彈片）能更均勻地散布至更廣闊的區域，然而在原爆點的峰值能量會較低。
此一名詞也可以指自然發生，比如陨石进入大气层的过程中在空中爆炸，著名例子是發生在1908年的通古斯大爆炸、1930年的庫魯薩河事件和2013年的車裡雅賓斯克事件。